# Yacimientos Petrolíferos Fiscales
YPF Sociedad Anónima (ursprünglich Yacimientos Petrolíferos Fiscales, zu deutsch Staatliche Erdölvorkommen) ist eine börsennotierte, staatliche Ölgesellschaft in Argentinien. Seit der (Neu-)Verstaatlichung im Mai 2012 hält der argentinische Staat mit 51 % die Aktienmehrheit, davon gehören 26,01 % dem Bundesstaat und 24,99 % sind auf die Provinzen aufgeteilt, in denen YPF aktiv ist. Die Aktien von YPF sind weiter an den Börsen von Buenos Aires und New York (als ADR) notiert.

## Geschichte

### Gründung

Altes Logo der YPF

Das Unternehmen, spezialisiert in der Entdeckung, Produktion, Raffination und Kommerzialisierung von Erdöl, hat seine Wurzeln im Jahr 1907, als Erdölvorkommen in der Nähe der Stadt Comodoro Rivadavia in Chubut entdeckt wurde. Das Unternehmen wurde 1922 unter der Regierung von Hipólito Yrigoyen gegründet und von Enrique Mosconi geleitet. Es war seinerzeit die erste Erdölgesellschaft, die ausschließlich vom Staat geleitet wurde, mit Ausnahme der Sowjetunion.
Seit ihrer Gründung, hat die YPF nicht nur zahlreiche Erdölvorkommen erschlossen, sondern auch beim Aufbau vieler Städte wichtige Beiträge geleistet, z. B. in Comodoro Rivadavia, Caleta Olivia in Santa Cruz, Plaza Huincul in Neuquén und General Mosconi in Salta.

### Privatisierung
Im Jahr 1993 wurde YPF auf Betreiben des damaligen Präsidenten Carlos Menem durch eine breite Aktienplatzierung an der Börse teilprivatisiert. Nach dieser Privatisierung hielt der argentinische Staat zunächst noch 20 % des Kapitals. Diese Privatisierung war jedoch in erheblichem Maße umstritten.
Im Jahr 1999 erwarb das spanische Erdölunternehmen Repsol den noch vom Staat gehaltenen Restanteil von 14,99 % und erhöhte seinen Anteil anschließend durch ein Übernahmeangebot auf ca. 99 % des Kapitals; die Aktie von YPF blieb aber weiterhin an der Börse notiert. YPF wurde weitgehend in den Repsol-Konzern integriert, der auch den Namen Repsol YPF annahm.
Im Jahr 2008 verkaufte Repsol unter Druck der damaligen argentinischen Regierung einen Anteil von zunächst 15 % an die argentinische Petersen-Gruppe (später auf 25 % erhöht) und platzierte einen Teil seiner Aktien an der Börse. Im Oktober 2011 war die Kapitalverteilung wie folgt: Repsol (57,43 %), Petersen (25,46 %), argentinischer Staat (0,02 %), Streubesitz (17,09 %). Im November 2011 entdeckte Repsol YPF in der patagonischen Formation Vaca Muerta (Provinz Neuquén) ein Erdölfeld; im Februar 2012 schätzte Repsol YPF das Schieferöl-Volumen dort auf 23 Mrd. Barrel.

### Verstaatlichung
Am 16. April 2012 kündigte die argentinische Regierung unter Cristina Fernández de Kirchner einen Gesetzesentwurf zur Verstaatlichung eines 51 %-Anteils von Repsol an. Begründet wurde der Schritt damit, Repsol habe zu wenig in die Förderung neuer Quellen investiert, weshalb Argentinien zum Importeur von Erdöl und Erdgas geworden sei. Mittels eines Präsidialdekrets wurde mit sofortiger Wirkung die Kontrolle über YPF unter der Leitung des Ministers für Planung, Staatliche Investitionen und Dienstleistungen Julio de Vido übernommen. Anfang Mai 2012 passierte das Gesetz zur Verstaatlichung den Kongress, wo es in beiden Kammern mit großer Mehrheit angenommen wurde und damit nach Unterzeichnung durch Kirchner endgültig in Kraft trat.
Repsol bezeichnete diese Verstaatlichung als illegal und diskriminierend und kündigte rechtliche Schritte gegen diese Maßnahme an. Die Verstaatlichung wurde auch von der spanischen Regierung und der EU scharf kritisiert; dennoch einigten sich Repsol und die argentinische Regierung im Februar 2014 auf ein USD 5 Mrd. schweres Entschädigungspaket, wesentlich geringer als die ursprünglich geforderten USD 10 Mrd. Wenige Monate später veräußerte Repsol seine verbleibende Beteiligung über eine Börsenplatzierung in New York.

## Zwischenfälle
- Am 14. April 1976 riss im Flug von einer Hawker Siddeley 748 der Yacimientos Petrolíferos Fiscales (Luftfahrzeugkennzeichen LV-HHB) nach einem Strukturversagen die rechte Tragfläche ab. Alle 34 Insassen kamen ums Leben. Dieselbe Maschine war am 30. August 1962 bereits in einen weiteren tödlichen Zwischenfall verwickelt gewesen, zu dem es ebenfalls wegen eines Strukturversagens gekommen war (siehe auch Flugunfall der Yacimientos Petrolíferos Fiscales 1976).